# Superliga 2005/06 (Spanien)
Die Saison 2005/06 war die 32. Spielzeit der Superliga, der höchsten spanischen Eishockeyspielklasse. Meister wurde zum dritten Mal in der Vereinsgeschichte der CG Puigcerdà.

## Hauptrunde

### Modus
In der Hauptrunde absolvierte jede der sieben Mannschaften insgesamt zwölf Spiele. Die sechs bestplatzierten Mannschaften qualifizierten sich für die Playoffs, in denen der Meister ausgespielt wurde. Für einen Sieg erhielt jede Mannschaft zwei Punkte, bei einem Unentschieden gab es ein Punkt und bei einer Niederlage null Punkte.

### Tabelle
|    | Klub                 | Sp | S  | U | N  | Tore  | Punkte |
| -- | -------------------- | -- | -- | - | -- | ----- | ------ |
| 1. | CH Jaca              | 12 | 10 | 0 | 2  | 74:27 | 20     |
| 2. | CG Puigcerdà         | 12 | 9  | 1 | 2  | 83:27 | 19     |
| 3. | CH Val d’Aran Vielha | 12 | 9  | 0 | 3  | 68:56 | 18     |
| 4. | FC Barcelona         | 12 | 7  | 1 | 4  | 51:42 | 15     |
| 5. | CH Madrid            | 12 | 2  | 1 | 9  | 25:65 | 5      |
| 6. | CH Txuri Urdin       | 12 | 2  | 1 | 9  | 31:66 | 3*     |
| 7. | Majadahonda HC       | 12 | 1  | 0 | 11 | 28:77 | 2      |

Sp = Spiele, S = Siege, U = unentschieden, N = Niederlagen, OTS = Overtime-Siege, OTN = Overtime-Niederlage, SOS = Penalty-Siege, SON = Penalty-Niederlage
- (Dem CH Txuri Urdin wurden zwei Punkte abgezogen)

## Playoffs

### Pre-Playoffs
- CH Txuri Urdin – CH Val d’Aran Vielha 2:0 (3:1, 4:1)
- CH Madrid – FC Barcelona 0:2 (4:5, 1:9)

### Halbfinale
- CH Txuri Urdin – CG Puigcerdà 0:2 (2:6, 2:9)
- FC Barcelona – CH Jaca 0:2 (6:7, 4:7)

### Finale
- CG Puigcerdà – CH Jaca 2:0 (5:4, 3:2)